# Vitkanelväxter
Vitkanelväxter (Canellaceae) är en växtfamilj som tillhör ordningen Canellales. Familjen innehåller 5 släkten och omkring 23 arter i subtropiska Afrika och Amerika.
Familjen består av buskar och träd med aromatisk bark. Bladen är strödda, enkla och helbräddade, stipler saknas. Blommorna kommer i kvastar, sällan ensamma, de är tvåkönade. Foderbladen är tre, kronbladen 4-5. Ståndarna är förenade till ett rör runt fruktämnet. Frukten är ett bär.

## Släkten
- Canella[2][1]
- Cinnamodendron[2][1] (synonym: Capsicodendron)[3]
- Cinnamosma[2][1]
- Pleodendron[2][1]
- Warburgia[2][1]

## Bildgalleri

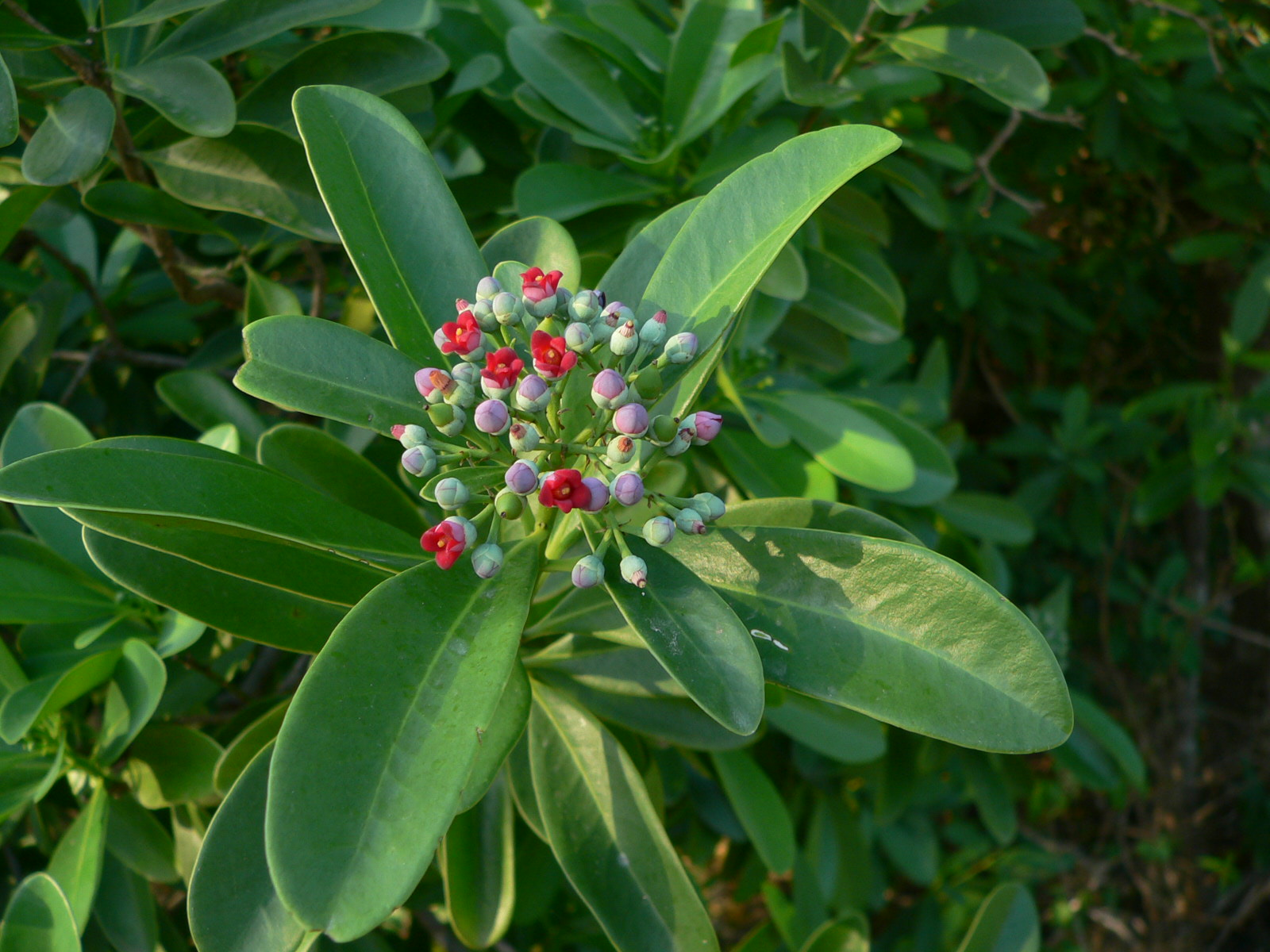
Blommor hos Canella winteriana.
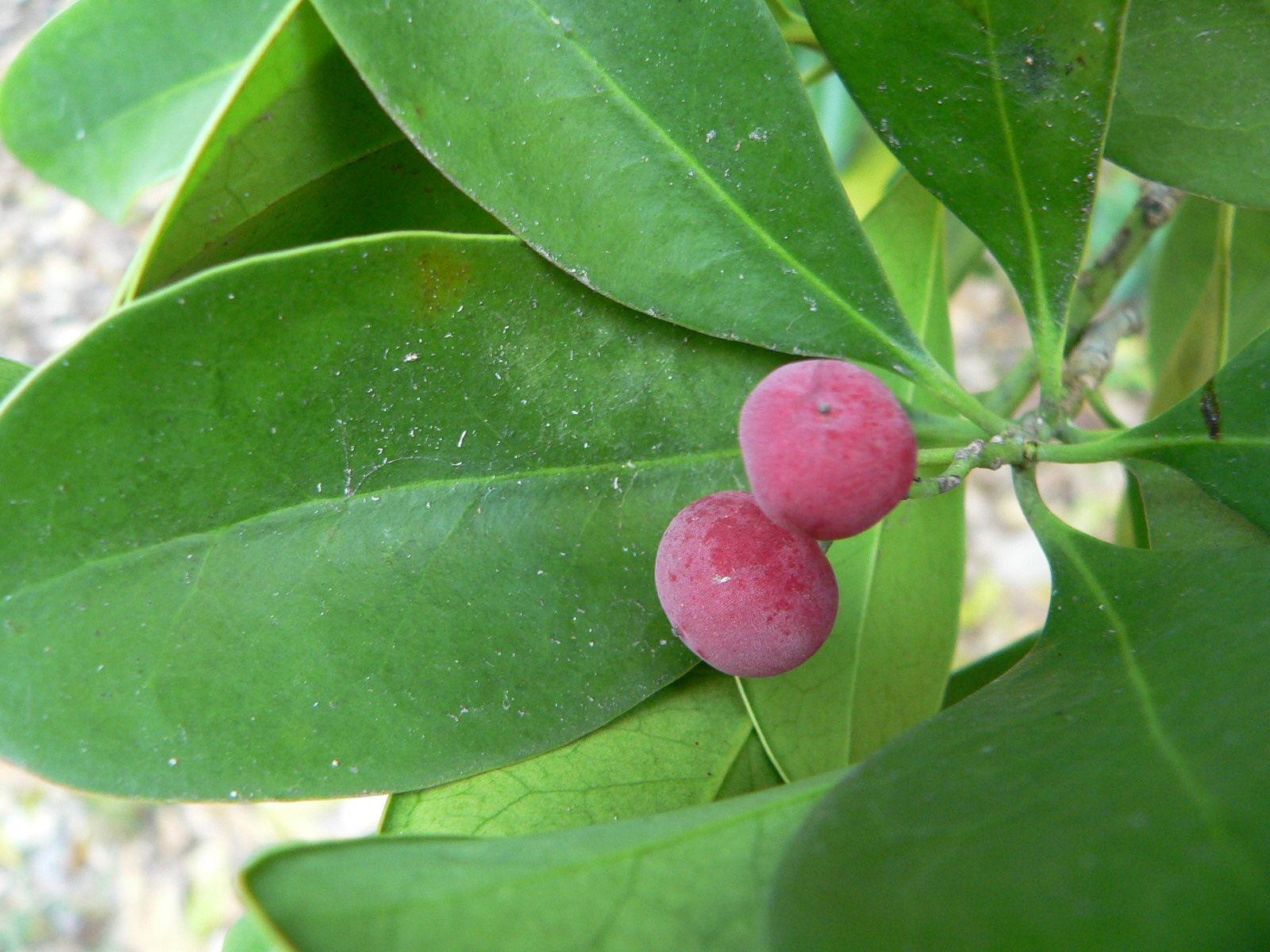
Frukt hos Canella winteriana
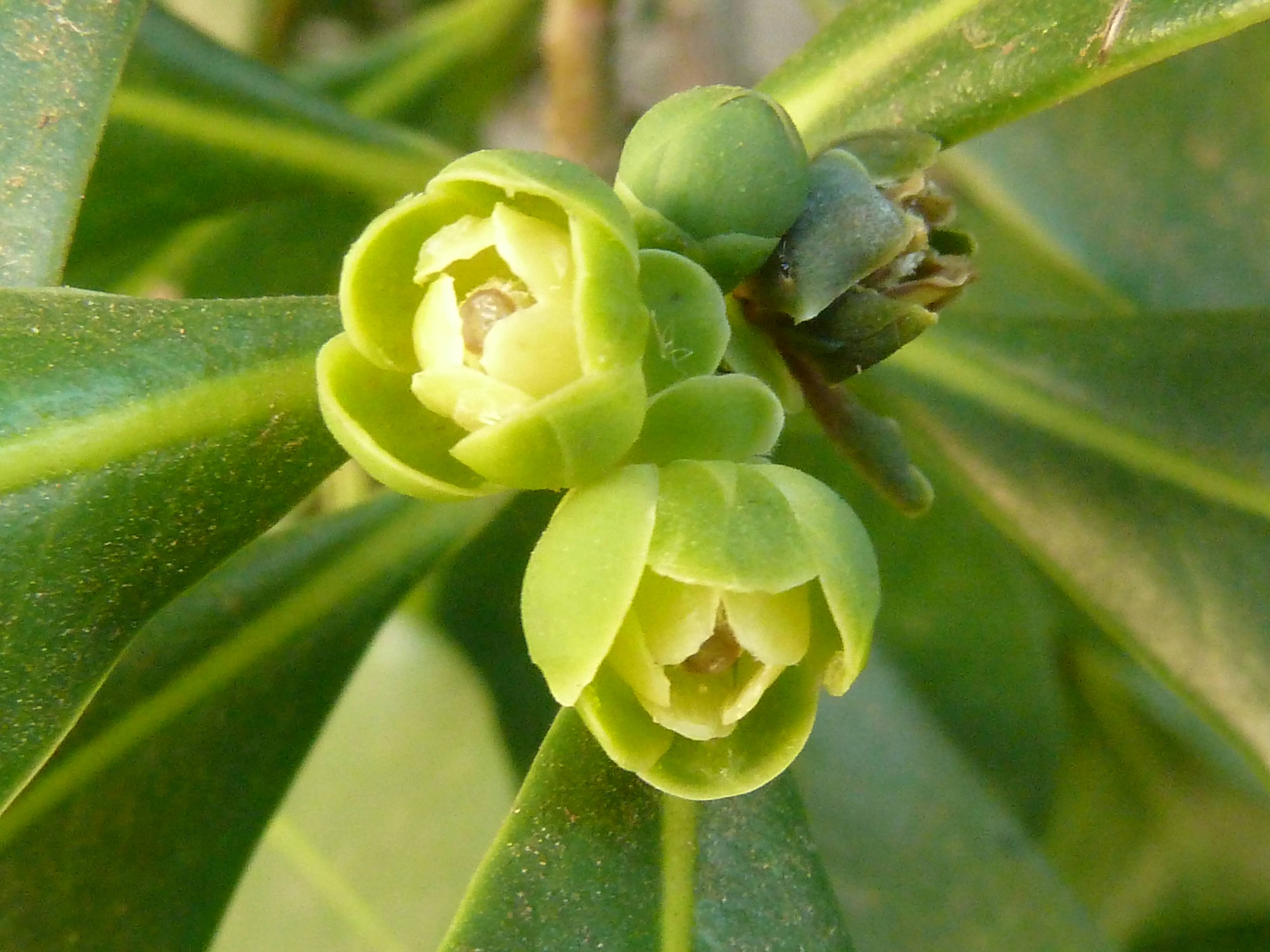
Blommor hos Warburgia salutaris